# Eoophyla pentopalis
Eoophyla pentopalis là một loài bướm đêm trong họ Crambidae.